# Skugrić Gornji
Skugrić Gornji (cyr. Скугрић Горњи) – wieś w Bośni i Hercegowinie, w Republice Serbskiej, w gminie Modriča. W 2013 roku liczyła 785 mieszkańców.